# إدارة أمن النقل
إدارة أمن النقل ( TSA ) هي وكالة تابعة لوزارة الأمن الداخلي الأمريكية ولديها سلطة على أمن المسافرين في الولايات المتحدة. تم إنشاؤه كرد فعل على هجمات 11 سبتمبر 2001 .
يهتم بشكل رئيسي بالسفر جواً ، ويعمل به ضباط الفحص في المطارات، ومرشدات سلاح الجو الفيدرالي المسلحين على متن الطائرات، وفرق متنقلة من متخصصين في معالجة الكلاب والمتفجرات.

## التاريخ والرسالة

ختم TSA عندما كانت الوكالة جزءًا من وزارة النقل.

تم إنشائه إلى حد كبير ردًا على الهجمات الإرهابية في 11 سبتمبر 2001 ، والتي كشفت عن نقاط ضعف في إجراءات أمن المطارات الحالية.  في ذلك الوقت، قام عدد لا يحصى من شركات الأمن الخاصة بإدارة أمن السفر الجوي بموجب عقد مع شركات طيران فردية أو مجموعات من شركات الطيران التي استخدمت مطارًا أو منشأة طرفية معينة.  جادل مؤيدو وضع الحكومة على مسؤولية أمن المطارات، بما في ذلك وزير النقل نورمان مينيتا ، أن وكالة فدرالية واحدة فقط هي التي يمكنها حماية طيران المسافرين على أفضل وجه. 

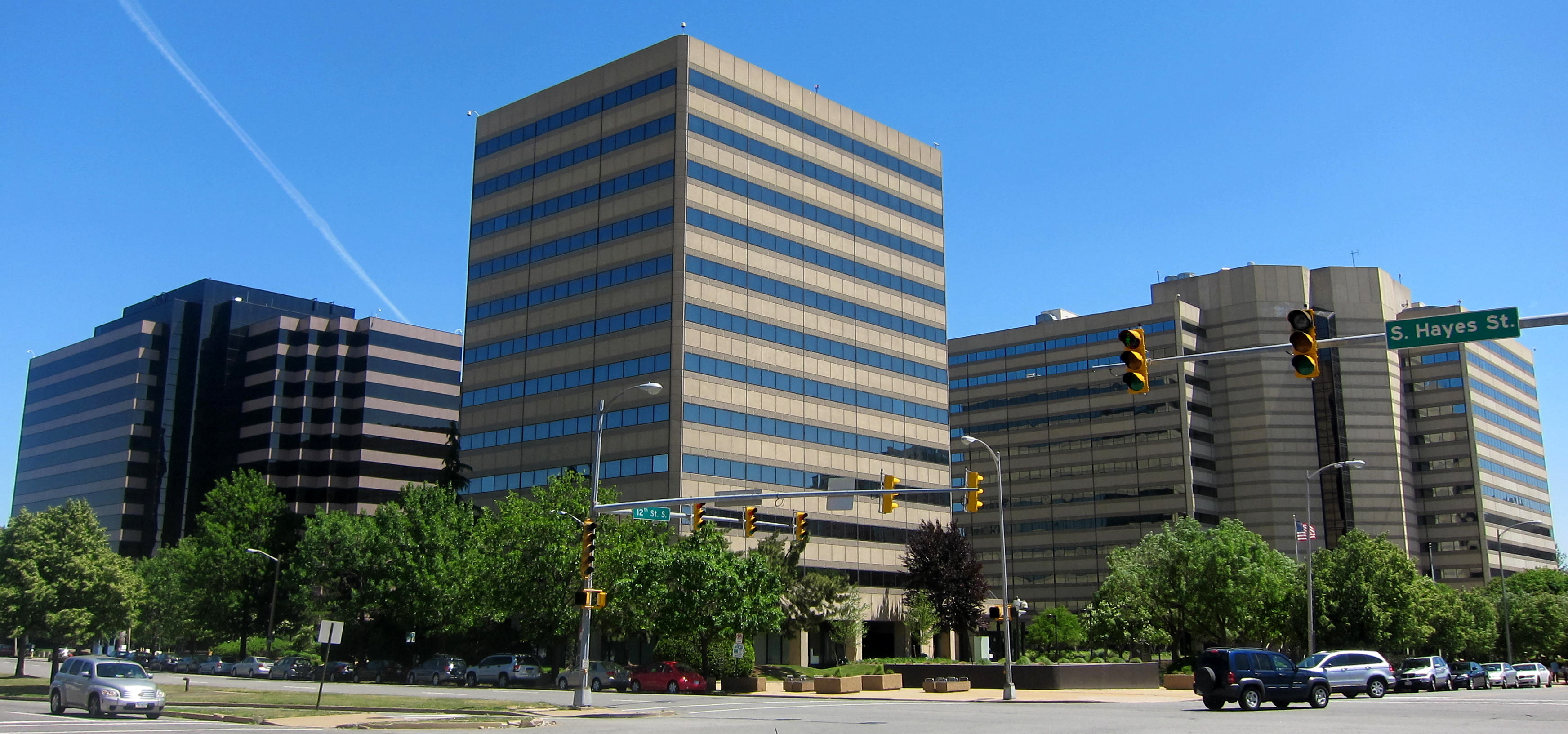
مقر TSA يقع في مدينة البنتاغون ، مقاطعة أرلينغتون ، فيرجينيا

وافق الكونغرس، وأذن بإنشاء إدارة أمن النقل وفق قانون أمن الطيران والنقل، الذي وقع الرئيس جورج دبليو بوش عليه ليصبح قانونًا معتمدًا في 19 نوفمبر من عام 2001. رشح بوش جون ماغو في 10 ديسمبر، وأكد مجلس الشيوخ الترشيح في يناير التالي. وُضعت الوكالة في البداية تحت إدارة وزارة النقل في الولايات المتحدة الأمريكية، لكنها نُقلت إلى وزارة الأمن الداخلي مع تشكيل هذه الوزارة في 9 مارس من عام 2003.
تمثل الجهود التي بذلتها الوكالة الجديدة لتوظيف مفتشي أمن ركاب لبدء تشغيل نقاط التفتيش الأمنية في المطارات حالة مشروع توظيف واسع النطاق تم الانتهاء منه خلال فترة قصيرة من الزمن؛ كان الجهد المبذول من أجل اختبار المجندين للالتحاق بالقوات المسلحة في الحرب العالمية الثانية، الجهد الوحيد الذي اقترب منه في تاريخ الولايات المتحدة الأمريكية. قُيم 1.7 مليون متقدم للحصول على 55 ألف وظيفة بمنصب مفتش ركاب بين شهري فبراير وديسمبر في عام 2002.
تطور إدارة أمن النقل سياسات عامة لحماية نظام النقل في الولايات المتحدة الأمريكية، بما في ذلك الطرق السريعة والسكك الحديدية والحافلات وأنظمة النقل الجماعي والموانئ وخطوط الأنابيب. وهي تفي برسالتها بالتعاون مع الوكالات الفيدرالية الأخرى وشركاء الولايات في أمريكا. ومع ذلك، ينصب تركيز إدارة أمن النقل الرئيسي على أمن المطارات ومنع اختطاف الطائرات. وهي مسؤولة عن تفتيش المسافرين والأمتعة في أكثر من 450 مطارًا أمريكيًا.

## الإدارة والتنظيم

### الإدارة
أُشير إلى رئيس وكالة إدارة أمن النقل باسم وكيل وزارة النقل لشؤون الأمن، عندما كانت إدارة أمن النقل جزءًا من وزارة النقل. أُعيد تصنيف المنصب ليصبح مدير إدارة أمن النقل، بعد الانتقال إلى وزارة الأمن الداخلي.
حصل سبعة أشخاص على منصب المدير وستة أشخاص على منصب المدير بالنيابة خلال تاريخ إدارة أمن النقل الذي استمر 18 عامًا.
بعد إقرار قانون إعادة تفويض إدارة الطيران الفيدرالية لعام 2018 والذي تضمن بندًا يُعرف باسم قانون تحديث إدارة أمن النقل، عُينت مدة تولي المدير على أنها خمس سنوات بأثر رجعي من تاريخ بداية تولي المدير الفعلي آنذاك. كما جُعل منصب نائب المدير منصبًا يُعين شاغلوه على أساس سياسي.

### مقر رئيسي جديد
أعلنت إدارة الخدمات العامة في أغسطس من عام 2017، بناء مقر جديد لإدارة أمن النقل في سبرينغفيلد في ولاية فرجينيا. خُطط لبناء المقر الجديد -الذي تبلغ مساحته 625 ألف قدم مربع- على مسافة قصيرة من محطة مترو فرانكونيا-سبرينجفيلد، وتُوقع أن تبلغ تكلفته نحو 316 مليون دولار لعقد إيجار مدته 15 عامًا. من المتوقع افتتاح المنشأة في منتصف عام 2020.

## العمليات

### تفتيش المطارات
لم يختف التفتيش الخاص -الذي يسمح للمطارات بعدم التعامل مع شركات التفتيش الفيدرالية وتوظيف الشركات الخاصة بدلًا منها للقيام بالمهمة- في ظل إدارة أمن النقل بشكل كامل. ما يزال يتعين على هذه الشركات الحصول على موافقة إدارة أمن النقل بموجب برنامج شراكة الفرز (إس بّي بّي) واتباع إجراءات إدارة أمن النقل. من بين مطارات الولايات المتحدة التي تمتلك نقاط تفتيش خاصة: مطار سان فرانسيسكو الدولي، ومطار كانساس سيتي الدولي، ومطار غريتر روتشيستر الدولي، ومطار توبيلو الإقليمي، ومطار كي ويست الدولي، ومطار تشارلز م. شولز -في مقاطعة سونوما، ومطار جاكسون هول.

### الهيكل التنظيمي
يرأس جميع المكاتب مساعد إداري، باستثناء مكاتب دعم المؤسسات، وإنفاذ القانون / خدمة المشير الجوي الفيدرالية، ودعم العمليات والعمليات الأمنية، التي يرأسها مساعد إداري تنفيذي ؛ مكتب كبير المستشارين، يستخدم لقب كبير المستشارين. يشار إلى مكاتب التحقيقات والمسؤولية المهنية ومكتب الإستراتيجية وتنسيق السياسات والابتكار كمدير للإثنين السابقين والمدير التنفيذي للأخيرة. مساعد المدير التنفيذي لإنفاذ القانون هو أيضا مدير الخدمة الجوية مارشال .  
- مدير
  - نائب المسؤول
    - المدير المالي
    - كبير المستشارين
    - الحقوق والحريات المدنية، أمين المظالم ومشاركة المسافر
    - تحقيقات

  - رئيس العمال
    - الشؤون التشريعية
    - الاتصالات الاستراتيجية والشؤون العامة
    - الإستراتيجية وتنسيق السياسات والابتكار

  - دعم المؤسسات
    - إدارة برنامج الاقتناء
    - المقاولات والمشتريات
    - رأس المال البشري
    - تكنولوجيا المعلومات
    - تفتيش
    - المسؤولية المهنية
    - الأمن والخدمات الإدارية
    - التدريب والتطوير

  - إنفاذ القانون / خدمة المارشال الجوية الفيدرالية

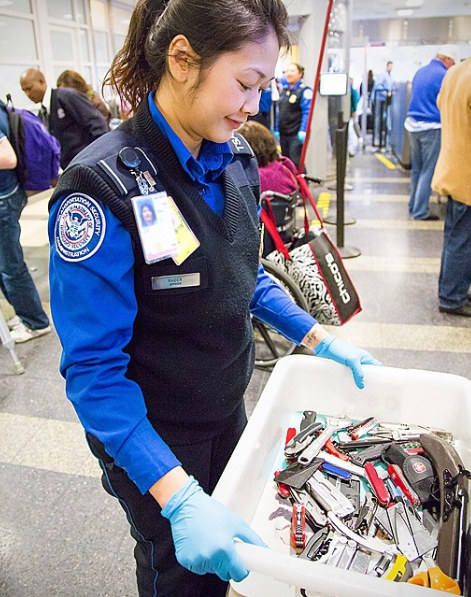
ضابط إدارة أمن النقل يحمل صندوقاً من المواد المحظورة التي استسلم الركاب.

TSA PreCheck شعار البرنامج

    - عمليات الطيران
    - عمليات ميدانية
    - إدارة العمليات

  - دعم العمليات
    - خدمات التسجيل وبرامج الفحص
    - الذكاء والتحليل
    - السياسة والخطط والمشاركة
    - تحليل الاحتياجات والقدرات

  - عمليات الأمن
    - عمليات الطيران
    - العمليات العالمية
    - تنسيق العمليات الأمنية
    - العمليات السطحية [10] [11]

## روابط خارجية
- الموقع الرسمي
- إدارة أمن النقل في السجل الفيدرالي
- فحص إدارة إجراءات التشغيل القياسية